# Isola Lachea
L'isola Lachea, di non grandi dimensioni, è il maggiore degli affioramenti che compongono l'arcipelago dei Ciclopi, poco al largo di Aci Trezza, in Sicilia.
È sede di una stazione per gli studi biologici dell'Università degli Studi di Catania.
Fa parte della Riserva naturale integrale Isola Lachea e faraglioni dei Ciclopi, l'area protetta istituita dalla Regione Siciliana nel 1998 e affidata in gestione all'Università degli Studi di Catania.

## Geografia
L'isola Lachea è di forma vagamente ellissoidale, lunga 250 metri e larga 150, per una superficie totale di poco inferiore ai 2 ettari. L'altezza massima è di 35 metri. Essa corrisponderebbe all'isoletta abitata solo da capre del libro IX dell'Odissea di Omero (λάχεια, cioè "bassa", probabilmente), e i luoghi trovano rispondenza in Euripide, Plinio, Ovidio, Virgilio e tanti altri.

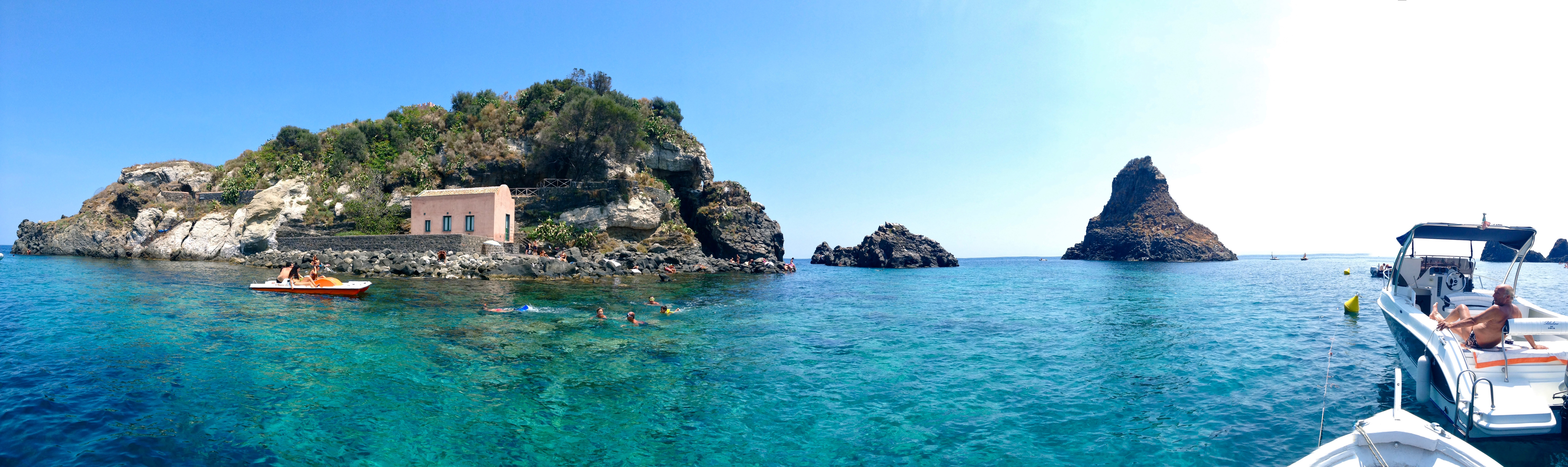
L'isola Lachea con i suoi fondali cristallini nella stagione estiva.

L'isola, come le altre dell'arcipelago, è di origine subvulcanica, fa parte di un unico laccolite lungo circa un chilometro, formatosi per l'intrusione del magma nelle rocce preesistenti dei fondali marini e in seguito parzialmente eroso dall'azione delle onde del mare. Il lento procedimento erosivo infine ha formato le varie isolette. La roccia basaltica dell'isola principale, la Lachea, è a sua volta coperta da uno strato di argilla biancastra che, venendo a contatto con la lava, ha dato origine a minerali caratteristici come l'analcime e si è indurita per uno spessore di 10-15 metri.
Rilevante interesse rivestono alcune scoperte archeologiche: nel 1869 fu rinvenuta un'ascia in diorite di epoca preistorica, mentre nel 1919 furono identificate due tombe a grotticella, ricavate nella roccia dalla mano dell'uomo. Di epoca tardo-romana sono invece gli oggetti rinvenuti all'interno di una delle due grandi buche circolari (circa un metro di profondità) presenti sull'isola: pentole, anfore, pesi da telaio, aghi in osso, frammenti di un pettine osseo e una piccola lucerna.
Alla sommità  si trovano il museo, una cisterna e la Grotta del Monaco. A proposito di quest'ultima il Vigo, riferendosi alle opere di San Pier Damiani, ricorda che vi abitò un santo uomo, nato in Aquitania, che conosceva S. Odilone, vissuto tra il 974 e il 1044, cioè in età musulmana Il museo naturalistico ospita una ricca collezione  della fauna e della flora, nonché i reperti archeologici e  gli esemplari geologici.

## Flora
Dal punto di vista naturalistico l'isola Lachea ospita una rigogliosa vegetazione con piante endemiche della Sicilia e dell'Italia meridionale, come l'eliotropio e la carlina raggio d'oro.

## Fauna

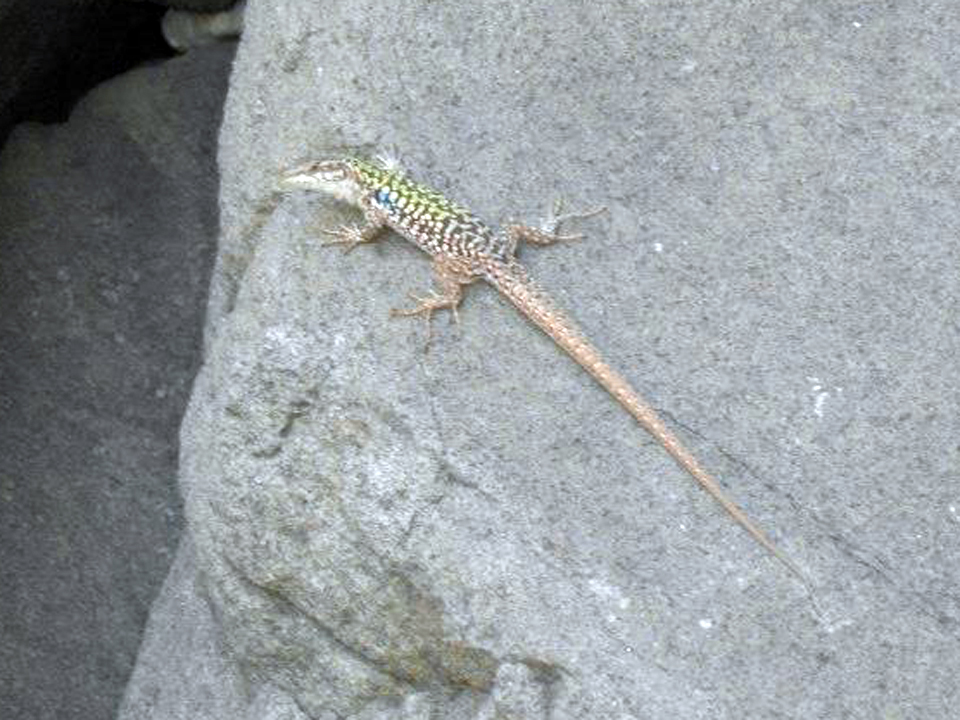
Podarcis siculus ciclopica

Sono  di particolare interesse due specie di ragno, la Zelotes messinai (endemica in Sicilia) e l'Urozelotes mysticus (osservata solo sull'isola Lachea).
L'animale che però ha suscitato maggiore ammirazione è senza dubbio un rettile, la lucertola della sottospecie Podarcis siculus ciclopica, avvistata unicamente sull'isola; questa lucertola, isolatasi dalle cugine di terraferma, si è via via differenziata da esse acquistando una sua tipicità.
Anche i volatili sono molto rappresentati sull'isola, che rappresenta il luogo su cui nidificare o sostare occasionalmente. Tra gli uccelli più frequentemente avvistati abbiamo la ballerina gialla, la passera sarda, la gazza, il fanello, la sterpazzola, la tottavilla, l'occhiocotto, il cormorano, il gabbiano reale, il falco di palude e il falco pellegrino.